# Jolanta Arnal
Jolanta Arnal (ur. 2 września 1954 w Świdniku) – polska piosenkarka i autorka tekstów.

## Życie i działalność
Pochodzi ze Świdnika. Karierę sceniczną rozpoczęła w dzieciństwie występując na amatorskich przeglądach piosenki. Jej pierwszym znaczącym sukcesem w karierze był występ z zespołem Ikersi na X Krajowm Festiwalu Piosenki Polskiej w Opolu, gdzie wraz z zespołem zdobyła nagrodę w kategorii debiutów. Następnie ukończyła filologię polską na Uniwersytecie Marii Curie-Skłodowskiej w Lublinie. Po studiach kontynuowała karierę sceniczną, swoją szczytową popularność osiągając w latach 80. XX wieku. Wylansowała wtedy takie przeboje jak Metamorfoza trwa, Bez pilnych dat czy Nie będę cicho. W 1985 ukazał się jej debiutancki album pt. Jola Arnal nakładem wytwórni Pronit. Wokalistka była autorką tekstów do wszystkich utworów na płycie. Występowała również z zespołami Quo Vadis oraz Krater. Jej karierę sceniczną na pewien czas przerwał poważny wypadek samochodowy. W komedii wojennej Janusza Rzeszewskiego Misja specjalna (1987) śpiewała partie wokalne Ewy Kokocińskiej (Dorota Kamińska).
Jej córka Natalia Arnal również jest wokalistką. Debiutowała w wieku 10 lat nagrywając wraz z matką utwór Smerfetko, Smerfetko, dziś wielki jest bal, który stał się przebojem i został wydany na singlu Jolanty Arnal w tym samym roku.

## Dyskografia

### Albumy
- Jola Arnal (Pronit; 1985)[2][5]
- Ocal mnie (Sillver-Ton; 1991)[6]

### Single
- Bez Pilnych Dat / Czas Goi Rany (Polskie Nagrania „Muza”; 1984); Jolanta Arnal i Krater[7]
- Nutka – Smerfetko, Smerfetko / Drogi Gargamelu (Arston; 1988)[8]